# Söderhamns centralstation
Söderhamns centralstation är en numera nedlagd järnvägsstation söder om Söderhamnsån i centrala Söderhamn. Stationen som är belägen 2 m ö h var i bruk mellan 1886 och 1997. Stationsbyggnaden blev ett statligt byggnadsminne 1986 och ett byggnadsminne enligt Kulturmiljölagen 1999.

## Historia
Stationsbyggnaden uppfördes inför invigningen (den 17 maj 1886) av statsbanan Kilafors–Söderhamn–Stugsund, vilken ersatte den på enskilt initiativ tillkomna Söderhamns Järnväg. Stationsbyggnaden är en 40 meter lång tegelbyggnad, vilken uppfördes 1885–86 efter ritningar av Adolf W. Edelsvärd. Tvåvåningsbyggnaden har trappstegsformade frontoner och gavelpartier. Huvudentrén och gavelpartierna är dekorerade med vapensköldar, järnspiror och ankarslutar.
Samtidigt uppfördes ett 35 meter långt godsmagasin av trä, lokstall med plats för fem lok samt uthus. Det ursprungliga spårsystemet bestod av tre spår framför stationshuset samt fem spår vid den del av bangården, där godsmagasinet var beläget. Dessutom byggdes hamnspår. Kort därefter utökades bangården med ytterligare två spår i bredd och även lokstallet kom efterhand att utökas med fler stallplatser.
Ostkustbanans framdragning genom Söderhamn 1926 medförde behov av ytterligare utbyggnad av bangårdarna. I Söderhamn tillkom ytterligare fyra spår och en bred mellanplattform samt en ny stamplattform byggdes. Stationens namn ändrades i december 1926 till Söderhamn centralstation (då fanns även Söderhamns västra). Man uppförde även ett nytt större godsmagasin öster om det gamla, vilket därefter revs. En interiör modernisering av stationshuset genomfördes 1930–31.
Stationen återfick i maj 1966 namnet Söderhamn station. Godshanteringen upphörde den 26 september 1994 och den 19 maj 1997 nedlades stationen helt då Ostkustbanans omläggning medförde att järnvägstrafiken genom centrala Söderhamn upphörde. Samtidigt öppnades en helt ny järnvägsstation, Resecentrum, i området Blötängarna väster om centrum.

## Galleri

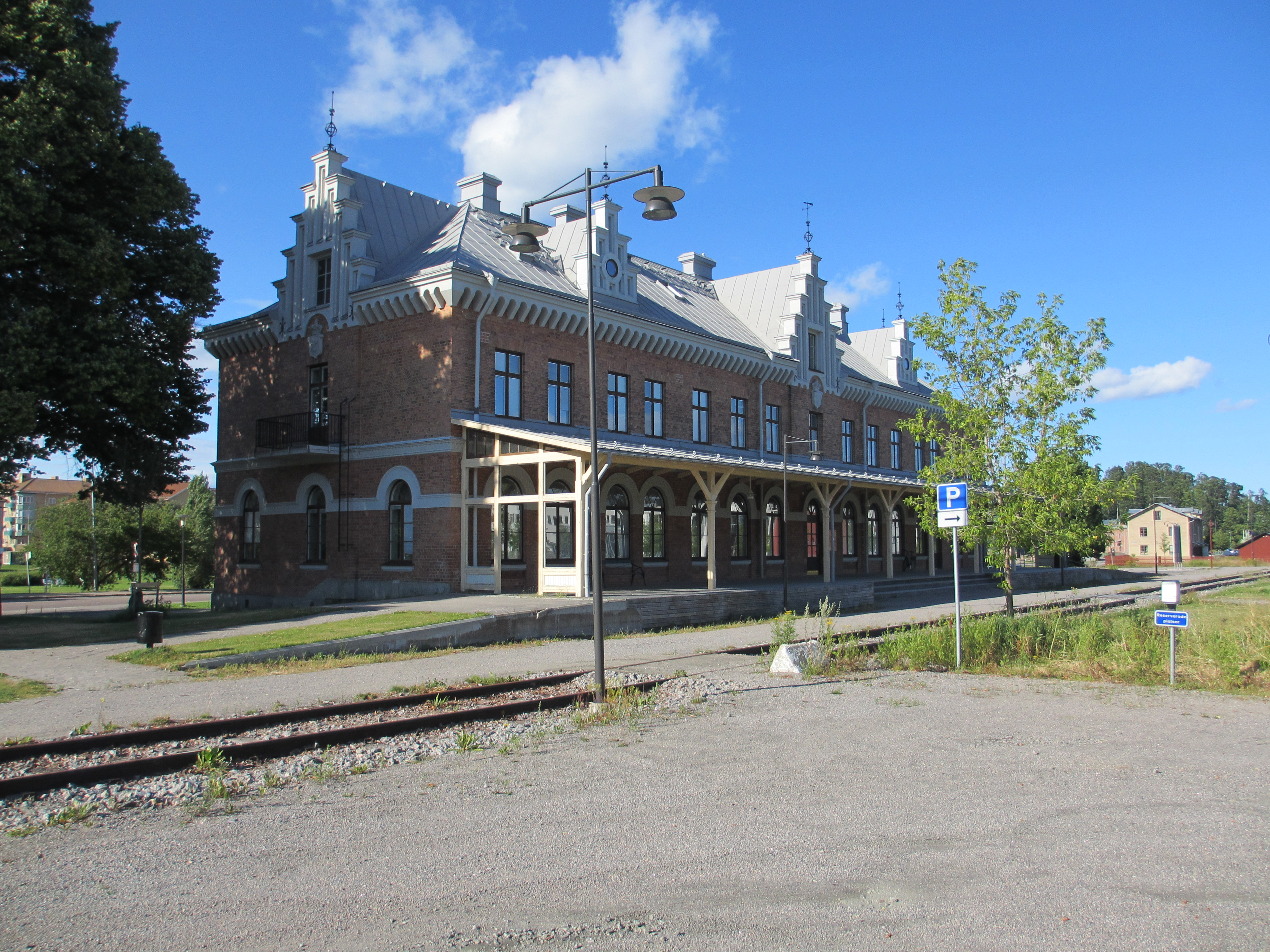
Järnvägsstationen från sydväst
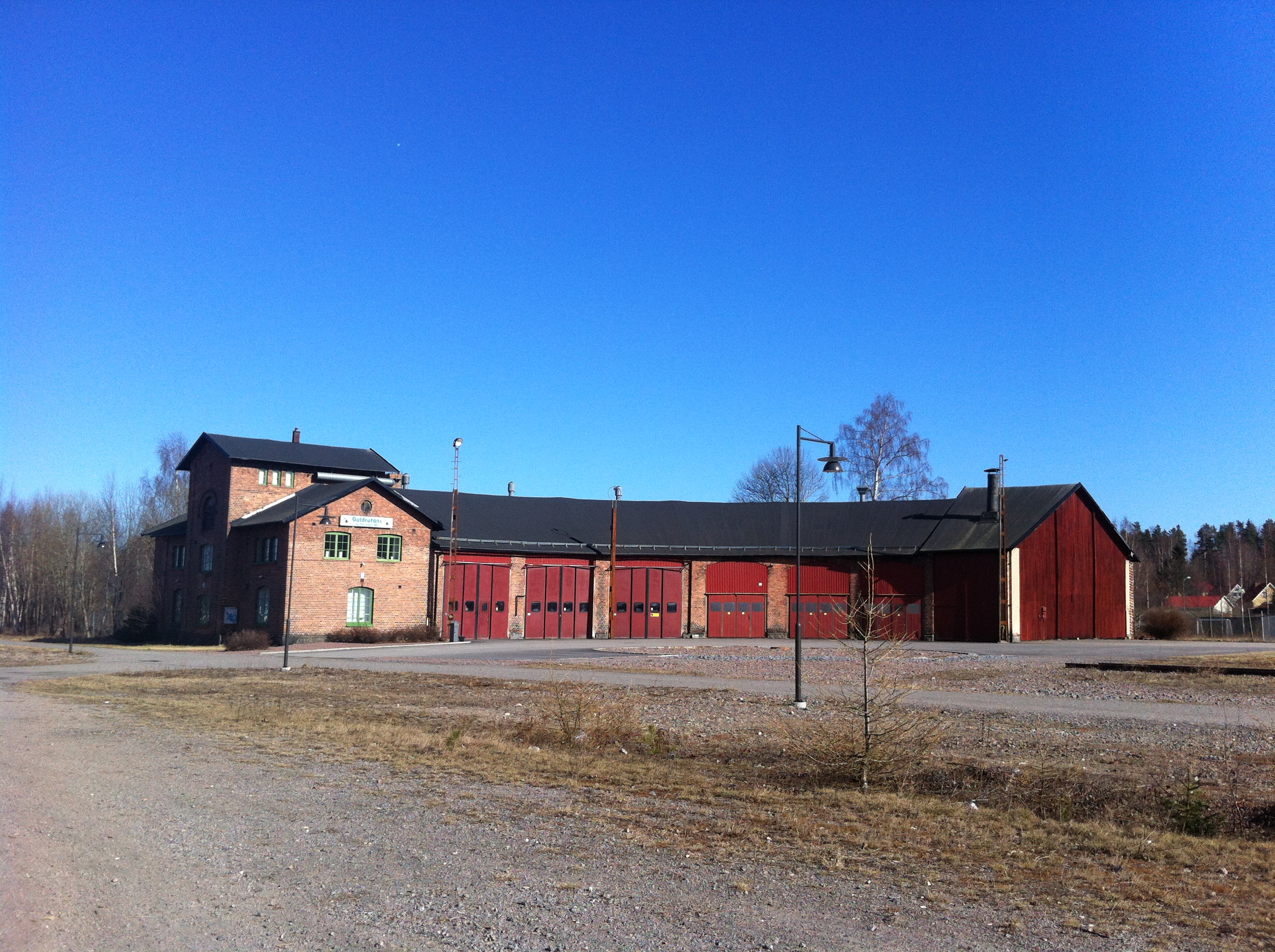
Det tidigare lokstallet
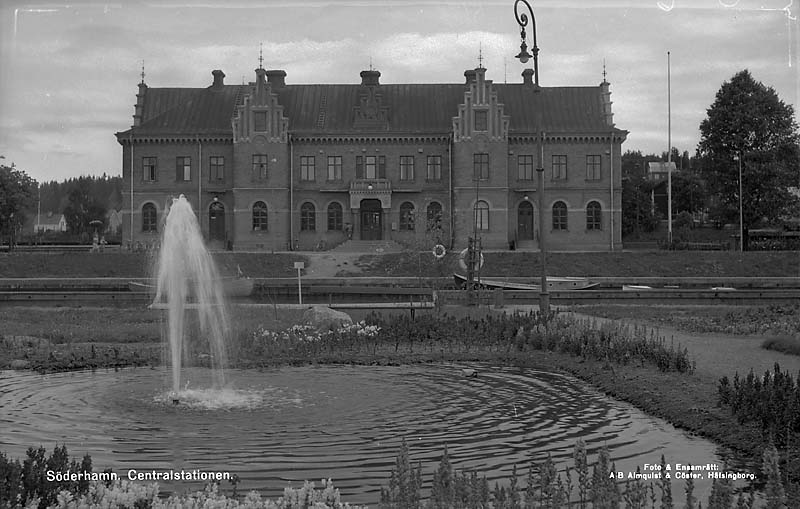
Stationen under första halvan av 1900-talet